# Задний мост

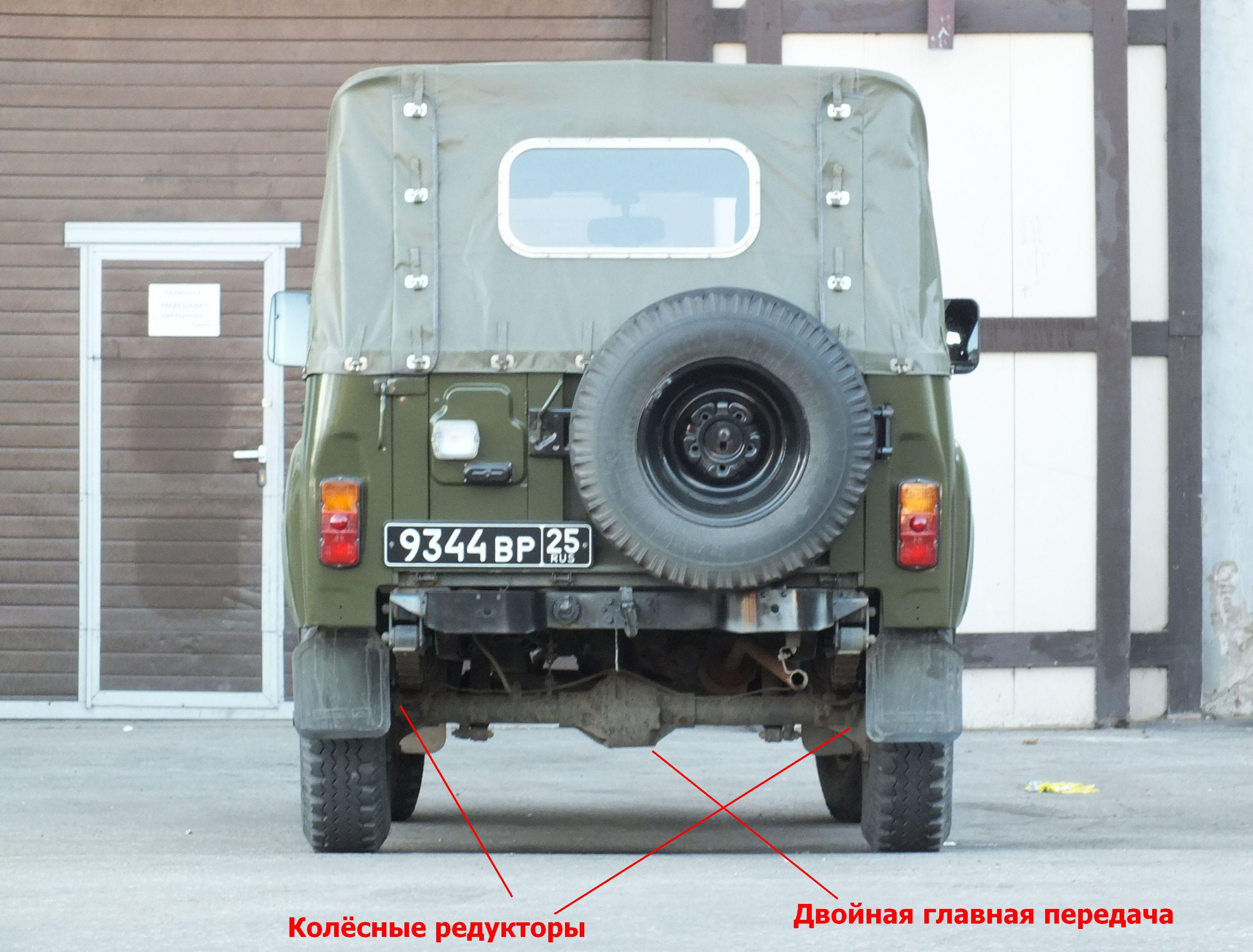
Задний мост автомобиля УАЗ-3151. Применение двойной главной передачи и колёсных редукторов увеличивает дорожный просвет.

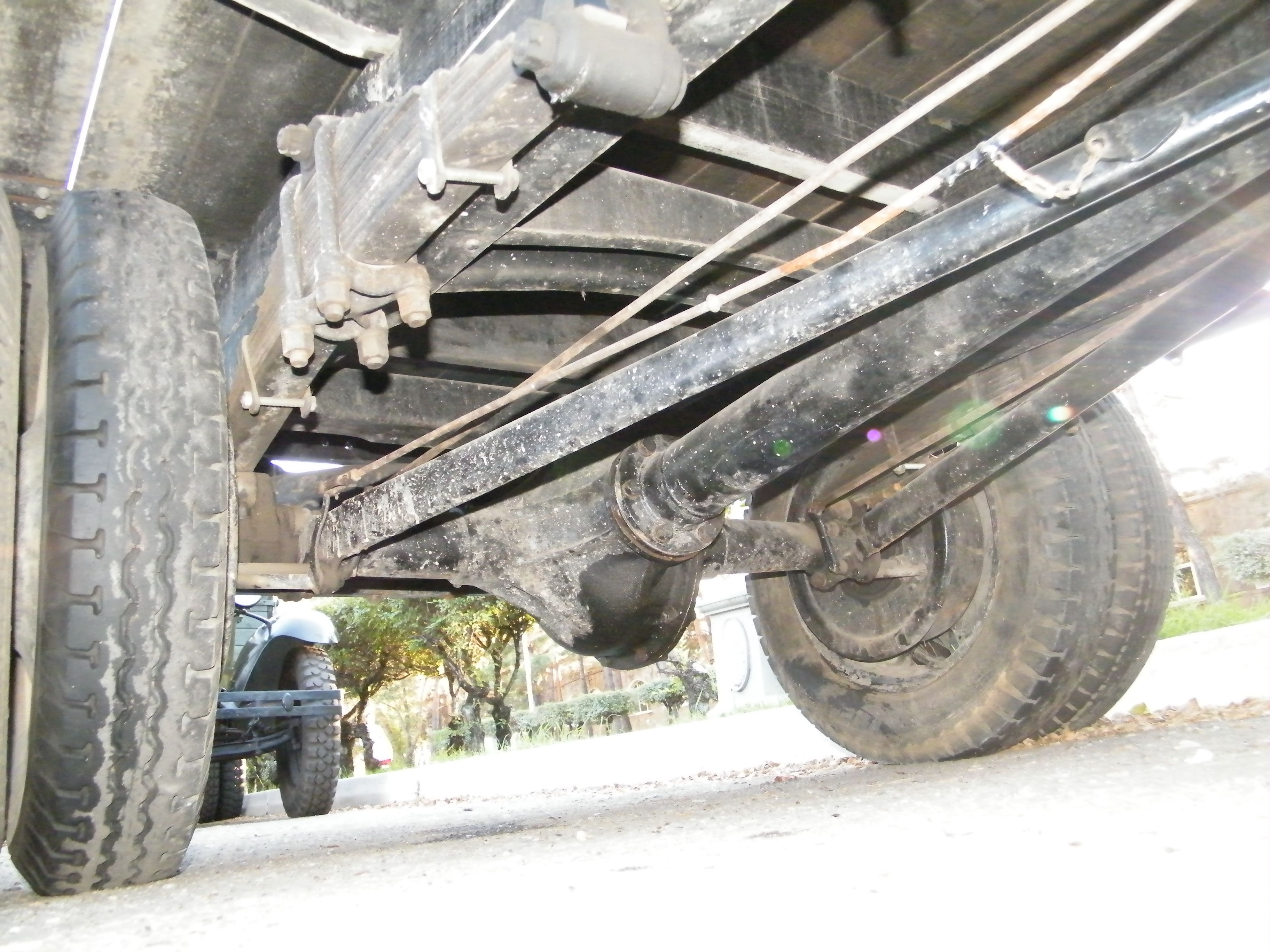
Задний мост автомобиля ГАЗ-АА

Задний мост — агрегат колёсной или гусеничной машины, соединяющий между собой задние колёса одной оси. У колёсной машины — служит опорой её задней части. Посредством подвески мост крепится к раме машины или к её несущему кузову.

## Классификация
У гусеничных машин задний мост (при его наличии), как правило, является ведущим мостом.
У колёсной машины, в зависимости от компоновки, задний мост может быть ведущим и/или управляемым:
- У автомобилей классической компоновки задний мост является ведущим.
- У переднеприводных машин задний мост обычно не является ни ведущим, ни управляемым.
- У разного рода специальных машин (сельскохозяйственных, коммунальных, многоосных и др.) задний мост может быть как управляемым, так и ведущим.

## Производители элементов заднего моста
Кроме производителей оригинальных элементов заднего моста существует несколько международных производителей, специализирующихся на вторичном рынке автокомплектующих, например:
- Delphi Corporation
- Wulf Gaertner Autoparts AG
- ZF Friedrichshafen AG
- Robert Bosch GmbH